# 和田誉終
和田 誉終（譽終、わだ たかもと、1842年4月27日（天保13年3月17日）– 1905年（明治38年）12月31日）は、幕末の紀州藩士、明治期の弁護士・政治家。衆議院議員。旧姓・岡崎。

## 経歴
紀伊国名草郡森小手穂村（和歌山県名草郡岡崎村、海草郡岡崎村を経て現和歌山市）で岡崎家に生まれ、幼少時に同郡吉田村（宮村、海草郡宮村を経て現和歌山市）の紀州藩士・和田東馬の長男として母子ともに入籍した。漢学者の養父などに漢学を師事し、その後、フランス法を学んだ。
1869年（明治2年）津田又太郎（津田出）の藩政改革の際に海部郡民政局書記に就任。廃藩置県後、和歌山県権少属となり伊都、那賀、新宮での勤務を経て、県聴訟課に出仕したが1874年（明治7年）に辞職。1875年（明治8年）名草郡山口郷小区長に就任し地租改正を担当したが中途で辞任。1876年（明治9年）代言人規則が制定され、その免許を得て東京地方裁判所所属代言人となった。
1879年（明治12年）3月、初代和歌山県会議員に当選し、1880年（明治13年）、1884年（明治17年）に再選され、1888年（明治21年）2月に退任した。1889年（明治22年）1月、補欠選挙で再選され、1890年（明治23年）7月、衆議院議員に当選のため辞任した。県会議員に通算4期・11年7ヵ月在任し、この間、常置委員を務めた。
1890年7月、第1回衆議院議員総選挙で和歌山県第1区から出馬して陸奥宗光とともに当選した。第2回総選挙には出馬せず、名古屋市で弁護士を開業した。1897年（明治30年）の郡制実施に際して地元からの要請で海草郡会議員に当選し、初代郡会議長を務めた。
また、授産を目的とした徳義社が和歌山県士族により組織された際には副社長となり、その他、和歌山四十三国立銀行支配人、和歌山県農工銀行取締役兼支配人、同頭取を務めた。

## 脚註